# یوهان باپتیست شنک
یوهان باپتیست شنک (به آلمانی: Johann Baptist Schenk) (زادهٔ ۳۰ نوامبر ۱۷۵۳ – درگذشتهٔ ۲۹ دسامبر ۱۸۳۶) آهنگساز و معلم موسیقی اهل اتریش بود.

## زندگی و آثار
شِنک در سال ۱۷۵۳ در وینر نویشتات به دنیا آمد. در نوجوانی چندین آهنگ، موسیقی رقص و سمفونی نوشت. او به‌سرعت به نوازنده‌ای حرفه‌ای تبدیل شد؛ چنان‌که در جوانی ویولن، سازهای شستی‌دار و سازهای بادی می‌نواخت. در سال ۱۷۷۳ به وین رفت تا نزد گئورگ کریستف واگنزایل آموزش ببیند. او از سال ۱۷۷۷ به تصنیفِ آثار مذهبی برای کلیسای جامع سنت اشتفان پرداخت. در دههٔ ۱۷۸۰ او را به‌عنوان آهنگسازی حرفه‌ای در موسیقی بداهه برای نمایش‌نامه‌ها و زینگ‌اشپیل می‌شناختند. معروف‌ترین زینگ‌اشپیلِ او دِر دورف‌باربیهr نام دارد، که در سال ۱۷۹۶ تصنیف کرد. سایر آثار او شامل چندین کانتات، ۱۰ سمفونی، چندین کنسرتو (از جمله کنسرتویی معروف برای هارپ)، و ۵ کوارتت زهی است. موتسارت از دوستان صمیمی شِنک بود و بتهوونِ جوان در سال ۱۷۹۳ درس‌هایی از او گرفت.
شِنک در حدود سال ۱۸۲۳ یک واریاسیون بر اساس یک والس (D 718) از آنتون دیابلی نوشت، و این باعث شد که او در زمرهٔ یکی از ۵۱ آهنگسازی درآید که «انجمن هنرمندان میهنی» را تشکیل می‌دادند.
یوهان باپتیست شِنک در ۲۹ دسامبر ۱۸۳۶ در وین درگذشت.